# Effetto di falsa unicità
L'effetto di falsa unicità è un tipo di distorsione cognitiva in psicologia sociale che descrive come le persone tendono a vedere le loro qualità, tratti e attributi personali come unici quando in realtà non lo sono. Questo pregiudizio viene spesso misurato osservando la differenza tra le stime che le persone fanno su quanti dei loro coetanei condividono un determinato tratto o comportamento e il numero effettivo di coetanei che si autoattribuiscono gli stessi tratti e comportamenti.
In effetti, le persone spesso pensano di essere più uniche di altre per quanto riguarda i tratti desiderabili. Ciò è stato dimostrato in una serie di studi, in cui, ad esempio, le persone credono di essere conducenti migliori e più prudenti rispetto al conducente medio, con meno pregiudizi rispetto al residente medio nella loro città, o anche più laboriosi nei progetti di gruppo rispetto agli altri, quando in realtà non lo sono.
Questo effetto può essere visibile anche ponendo domande su quale sia un certo comportamento desiderabile, anche se la maggioranza delle persone non mette poi in pratica tale comportamento. Una domanda del genere può essere: "Supponiamo che un ricercatore abbia fatto un esperimento utilizzando un attore che fingeva di avere un malore e che il ricercatore abbia scoperto che 11 passanti su 15 non hanno aiutato la persona. Se fossi stato coinvolto nell'esperimento, quale pensi sarebbe stata la tua reazione?" . Le persone tendono a rispondere che avrebbero aiutato data la situazione.
Questa distorsione cognitiva si oppone all'effetto del falso consenso, in cui le persone tendono a sopravvalutare la misura in cui i loro atteggiamenti e comportamenti sono normali e tipici rispetto a quelli degli altri. Entrambi gli effetti sono legati all'autostima, che è un fattore cruciale nel definire come le persone guardano al proprio comportamento. Le persone tendono a sperimentare il falso effetto di unicità per quanto riguarda i loro tratti desiderabili, mentre applicano il falso effetto di consenso per giustificare i tratti negativi.

## Storia
Nel 1975, Snyder e Shnekel hanno introdotto il termine "illusione di unicità" per descrivere come le persone credono erroneamente di essere diverse dalle altre. Tuttavia, sono Suls, Wan (1987) e Suls, Wan e Sanders (1988) che hanno coniato il termine effetto di falsa unicità nei loro studi. Questi ricercatori hanno dimostrato che le persone con bassi livelli di paure auto-riferite o le persone impegnate in comportamenti sani sottovalutavano il numero di coetanei con poca paura così come la prevalenza di individui sani rispetto al numero effettivo.